# Diapensia
- Commons
- Wikispecies

Diapensia L. é um género botânico pertencente à família Diapensiaceae.

## Espécies
- Diapensia helvetica
- Diapensia lapponica
- Diapensia wardii
- Lista completa

## Classificação do gênero
| Sistema | Classificação                      | Referência               |
| ------- | ---------------------------------- | ------------------------ |
| Linné   | Classe Pentandria, ordem Monogynia | Species plantarum (1753) |